# Район Аоба (Йокогама)
35°33′10″ пн. ш. 139°32′14″ сх. д. / 35.55278° пн. ш. 139.53722° сх. д.
Райо́н Ао́ба (яп. 青葉区, あおばく, МФА: [a.oba ku̥], «Зеленолистий район») — район міста Йокогама префектури Канаґава в Японії. Станом на 1 квітня 2009 площа району становила 35,14 км². Станом на 1 липня 2011 населення району становило 305 411 осіб.